# Bob ai XXIII Giochi olimpici invernali - Bob a due maschile
Nel bob ai XXIII Giochi olimpici invernali la gara del bob a due maschile si è disputata nelle giornate del 18 e 19 febbraio nella località di Daegwallyeong sulla pista dell'Alpensia Sliding Centre.
Il titolo olimpico uscente era vacante in quanto la coppia russa composta da Aleksandr Zubkov e Aleksej Voevoda, vincitrice nell'edizione di Soči 2014, è stata squalificata dal Comitato Olimpico Internazionale che aveva accertato una violazione delle normative antidoping in seguito allo scandalo doping della delegazione russa ai Giochi di Soči annullando i risultati ottenuti dai due bobbisti russi. Al secondo posto si erano piazzati gli svizzeri Beat Hefti e Alex Baumann e al terzo gli statunitensi Steven Holcomb e Steven Langton. I detentori del titolo mondiale di Schönau am Königssee 2017 erano invece i tedeschi Francesco Friedrich e Thorsten Margis.
Per la seconda volta nella storia dei Giochi vennero assegnate due medaglie d'oro e ad aggiudicarsele sono stati l'equipaggio canadese formato da Justin Kripps e Alexander Kopacz e quello tedesco composto da Francesco Friedrich e Thorsten Margis, giunti al traguardo con il medesimo tempo calcolato al centesimo di secondo. La medaglia di bronzo è invece stata vinta dalla compagine lettone costituita da Oskars Melbārdis e Jānis Strenga, entrambi già argento a Soči 2014 nella specialità a quattro, con un distacco di 5 centesimi di secondo dai vincitori.
Il Canada conquistò così il suo secondo alloro olimpico nel bob a due, a vent'anni esatti di distanza dal primo, vinto da Pierre Lueders e David MacEachern a Nagano 1998, occasione nella quale vi fu anche la prima doppia medaglia d'oro della storia olimpica nel bob, vinta dai canadesi e dagli italiani Günther Huber e Antonio Tartaglia. Friedrich e Margis, assicurarono invece alla Germania l'ottavo oro nella specialità biposto.

## Sistema di qualificazione
In base a quanto previsto dal regolamento di qualificazione ai Giochi, potevano partecipare alla competizione al massimo 30 equipaggi suddivisi secondo le seguenti quote: 3 nazioni potevano schierare tre equipaggi, 6 nazioni potevano schierarne due e altre 5 soltanto uno. I rimanenti tre posti erano riservati eventualmente ai continenti che non avessero una rappresentativa inclusa nella graduatoria dei primi 26 equipaggi di cui sopra, inoltre venne garantito un posto per una compagine sudcoreana, in qualità di nazione ospitante i Giochi. Tenendo conto di questo sistema di selezione, la quota dei piloti schierabili da ogni comitato olimpico nazionale venne calcolata in base alla graduatoria dell'IBSF Ranking (classifica a punti comprendente le gare di Coppa del Mondo, Coppa Europa e Coppa Nordamericana, con pesi differenti) al 14 gennaio 2018. Eventuali ulteriori posti avanzati sarebbero stati assegnati scorrendo il suddetto Ranking IBSF. La scelta degli atleti veri e propri era tuttavia a discrezione di ogni comitato nazionale, a patto che essi soddisfacessero determinati requisiti di partecipazione a gare internazionali disputatesi nella stagione pre-olimpica e sino al 14 gennaio 2018.

### Equipaggi qualificati
Il 22 gennaio 2018 la IBSF diramò i comunicati ufficiali in merito ai 30 equipaggi qualificati ai Giochi.
- Nazioni con tre equipaggi:  Germania,  Canada e  Stati Uniti.
- Nazioni con due equipaggi:  Lettonia,  Atleti Olimpici dalla Russia,  Svizzera,  Austria,  Cina e  Rep. Ceca.
- Nazioni con un equipaggio:  Polonia,  Francia,  Monaco,  Romania,  Brasile,  Corea del Sud[6],  Australia[7],  Gran Bretagna e  Croazia.

## Record del tracciato
Prima della manifestazione i record del tracciato dell'Alpensia Sliding Centre erano i seguenti:
| Partenza | 4"86  | Francesco Friedrich / Thorsten Margis Germania | 18 marzo 2017 |
| Pista    | 50"24 | Francesco Friedrich / Thorsten Margis Germania | 18 marzo 2017 |

Durante la competizione sono stati battuti i seguenti record:
| Record   | Data        | Evento   | Atleta                                | Nazione  | Tempo |
| -------- | ----------- | -------- | ------------------------------------- | -------- | ----- |
| Pista    | 18 febbraio | manche 1 | Oskars Melbārdis / Jānis Strenga      | Lettonia | 49"08 |
| Partenza | 18 febbraio | manche 2 | Francesco Friedrich / Thorsten Margis | Germania | 4"85  |
| Pista    | 19 febbraio | manche 3 | Francesco Friedrich / Thorsten Margis | Germania | 48"96 |

## Classifica di gara
| Pos.     | Nazione                             | Atleti                                        | 1ª manche | 2ª manche  | 3ª manche | 4ª manche | Totale  | Distacco |
| -------- | ----------------------------------- | --------------------------------------------- | --------- | ---------- | --------- | --------- | ------- | -------- |
|          | Canada                              | Justin Kripps Alexander Kopacz                | 49"10     | 49"39      | 49"09     | 49"28     | 3'16"86 |          |
| Germania | Francesco Friedrich Thorsten Margis | 49"22                                         | 49"46     | 48"96 (TR) | 49"22     | 3'16"86   |         |          |
|          | Lettonia                            | Oskars Melbārdis Jānis Strenga                | 49"08     | 49"54      | 49"08     | 49"21     | 3'16"91 | +0"05    |
| 4        | Germania                            | Nico Walther Christian Poser                  | 49"12     | 49"27      | 49"32     | 49"35     | 3'17"06 | +0"20    |
| 5        | Germania                            | Johannes Lochner Christopher Weber            | 49"24     | 49"34      | 49"09     | 49"47     | 3'17"14 | +0"28    |
| 6        | Corea del Sud                       | Won Yun-jong Seo Young-woo                    | 49"50     | 49"39      | 49"15     | 49"36     | 3'17"40 | +0"54    |
| 7        | Canada                              | Nick Poloniato Jesse Lumsden                  | 49"48     | 49"48      | 49"33     | 49"45     | 3'17"74 | +0"88    |
| 8        | Austria                             | Benjamin Maier Markus Sammer                  | 49"41     | 49"47      | 49"32     | 49"56     | 3'17"76 | +0"90    |
| 9        | Lettonia                            | Oskars Ķibermanis Matīss Miknis               | 49"21     | 49"57      | 49"32     | 49"70     | 3'17"80 | +0"94    |
| 10       | Canada                              | Christopher Spring Lascelles Brown            | 49"38     | 49"58      | 49"56     | 49"72     | 3'18"24 | +1"38    |
| 11       | Svizzera                            | Rico Peter Simon Friedli                      | 49"72     | 49"53      | 49"52     | 49"49     | 3'18"26 | +1"40    |
| 12       | Gran Bretagna                       | Brad Hall Joel Fearon                         | 49"37     | 49"50      | 49"67     | 49"80     | 3'18"34 | +1"48    |
| 13       | Francia                             | Romain Heinrich Dorian Hauterville            | 49"74     | 49"73      | 49"55     | 49"46     | 3'18"48 | +1"62    |
| 14       | Stati Uniti                         | Justin Olsen Evan Weinstock                   | 49"66     | 49"55      | 49"53     | 49"80     | 3'18"54 | +1"68    |
| 15       | Austria                             | Markus Treichl Kilian Walch                   | 49"67     | 49"67      | 49"56     | 49"66     | 3'18"56 | +1"70    |
| 16       | Svizzera                            | Clemens Bracher Michael Kuonen                | 49"73     | 49"90      | 49"64     | 49"56     | 3'18"83 | +1"97    |
| 17       | Rep. Ceca                           | Dominik Dvořák Jakub Nosek                    | 49"70     | 49"63      | 49"67     | 49"86     | 3'18"86 | +2"00    |
| 18       | Romania                             | Mihai Cristian Tentea Nicolae Ciprian Daroczi | 49"69     | 49"72      | 49"93     | 49"64     | 3'18"98 | +2"12    |
| 19       | Monaco                              | Rudy Rinaldi Boris Vain                       | 49"85     | 49"69      | 49"68     | 49"80     | 3'19"02 | +2"16    |
| 20       | Atleti Olimpici dalla Russia        | Aleksej Stul'nev Vasilij Kondratenko          | 49"77     | 49"99      | 49"74     | 49"87     | 3'19"37 | +2"51    |
| 21       | Stati Uniti                         | Nick Cunningham Hakeem Abdul-Saboor           | 49"96     | 50"11      | 49"62     | NQ        | 2'29"69 | -        |
| 22       | Australia                           | Lucas Mata David Mari                         | 49"88     | 50"04      | 49"87     | NQ        | 2'29"79 | -        |
| 23       | Rep. Ceca                           | Jan Vrba Jakub Havlín                         | 49"93     | 50"07      | 49"86     | NQ        | 2'29"86 | -        |
| 24       | Polonia                             | Mateusz Luty Krzysztof Tylkowski              | 49"87     | 50"10      | 49"92     | NQ        | 2'29"89 | -        |
| 25       | Stati Uniti                         | Codie Bascue Samuel McGuffie                  | 50"03     | 50"16      | 49"90     | NQ        | 2'30"09 | -        |
| 26       | Cina                                | Li Chunjian Wang Sidong                       | 50"13     | 50"21      | 50"15     | NQ        | 2'30"49 | -        |
| 27       | Brasile                             | Edson Bindilatti Edson Ricardo Martins        | 50"14     | 50"22      | 50"35     | NQ        | 2'30"71 | -        |
| 28       | Atleti Olimpici dalla Russia        | Maksim Andrianov Ruslan Samitov               | 50"27     | 50"58      | 49"98     | NQ        | 2'30"83 | -        |
| 29       | Cina                                | Jin Jian Shi Hao                              | 50"47     | 50"17      | 50"33     | NQ        | 2'30"97 | -        |
| 30       | Croazia                             | Dražen Silić Benedikt Nikpalj                 | 50"76     | 50"91      | 50"99     | NQ        | 2'32"66 | -        |

Data: Domenica 18 febbraio 2018

Ora locale 1ª manche: 20:05

Ora locale 2ª manche: 22:45

Data: Lunedì 19 febbraio 2018

Ora locale 3ª manche: 20:15

Ora locale 4ª manche: 23:00

Pista: Alpensia Sliding Centre 

Legenda:
- NQ = non qualificati per la quarta manche
- DNS = non partiti (did not start)
- DNF = prova non completata (did not finish)
- DSQ = squalificati (disqualified)
- Pos. = posizione
- in grassetto: miglior tempo di manche